# Gabriel Rodrigues de Moura
Gabriel Rodrigues de Moura, známý také jako Gabriel (* 18. června 1988), je brazilský fotbalový obránce, momentálně hraje za portugalský klub Gil Vicente, kde působí od července 2013.
Hraje na pravé straně obranné řady.